# 莫霍克 (密歇根州)
莫霍克（英語：Mohawk）是位於美國密歇根州基威諾縣阿盧埃鎮區的一個普查規定居民點。

## 人口
根據2020年美國人口普查的數據，莫霍克的面積為3.20平方千米，當中陸地面積為3.19平方千米，而水域面積為0.01平方千米。當地共有人口388人，而人口密度為每平方千米121.25人。